# 宋隐
宋隐，字处默。西河郡介休县人，五胡十六国後燕、北魏政治人物。曾祖父为慕容廆的長史宋奭，祖父前燕中書監宋活（宋晃），父亲前燕尚書、徐州刺史宋恭，叔父後燕衛将軍司馬宋畿、後燕尚書宋洽。

## 生平
祖父亲宋恭定居广平郡列人县（今河北省肥乡县）。宋隐在後燕慕容垂时，历任尚書郎、太子中舍人、州別駕。北魏道武帝平定中山，任命宋隐为尚書吏部郎。魏道武帝北还，宋隐以本官辅佐衛王拓跋儀駐守中山。转任行台右丞。不久，以病为理由请求致仕，道武帝不許。母亲去世，以服丧为由回到列人县。母亲安葬后，北魏朝廷召喚，他以病为由固辞。州郡急切请求他出仕，宋隐舍弃妻儿逃亡隐居。数年後去世。

## 子女
生有五子
- 宋温（第三子、中書博士）
- 宋演（明威将軍・济北郡太守）